# N-Zine
Deze pagina is waarschijnlijk niet meer actueel
N-Zine is een televisieprogramma van Nickelodeon dat gaat over films, games en activiteiten van Nickelodeon.

## Uitzendingen en onderwerpen
- Juni 2011
  - Film: HOP
  - Dvd: Narnia

- Juli 2011
  - Film: Zoo Keeper & Green Lantern
  - Spel: Patapon
  - Meer: Nickelodeon Cruise & NickelodeonLAND

- Oktober 2011
  - Film : Happy Feet 2
  - Spel : Skylanders en Ratchet & Clank: All 4 one
  - Meer : Kijkje achter de Schermen bij iParty with Victorious en T.U.F.F. Puppy